# Чёрные пантеры (партия)
Партия самообороны «Чёрные Пантеры» (англ. Black Panther Party for Self-Defense) — американская леворадикальная организация афроамериканцев, ставившая своей целью продвижение гражданских прав чернокожего населения. Была активна в США с середины 1960-х по 1970-е годы.
Основанная в Окленде, Калифорния, Хьюи Ньютоном и Бобби Силом в октябре 1966 года, организация в противовес учению Мартина Лютера Кинга выступала за вооружённое сопротивление социальной агрессии в интересах афроамериканской справедливости. С течением времени её цели и философия радикально менялись. В то время, как лидеры организации были убеждёнными революционными социалистами — маоистами, последователями Че Гевары и Франца Фанона, репутация чёрных радикалов привлекала сторонников множества других течений. В связи с этим было сложно достичь идеологического консенсуса. Некоторые из членов партии открыто высказывались против взглядов, которых придерживались её лидеры.
Партия действовала в США с 1966 по 1982 год, имея отделения во многих крупных городах и международные отделения в Великобритании и Алжире.
Значительное влияние на становление партии оказала книга Роберта Уильямса «Негры с оружием» и проповедей Малькольма Икса, где продвигалась программа вооружённой самообороны и партизанская борьба против правительства Соединённых Штатов.
Известными инициативами «чёрных пантер» были бесплатные завтраки чернокожим детям из бедных семей, патрулирование чёрных кварталов и вооружённые конфликты с полицейскими. «У вас есть оружие и у нас есть оружие», — гласил их знаменитый лозунг.

## Легенда
Шестеро молодых чернокожих, только-только окончивших школы или колледжи, создали «Чёрные пантеры», партию вооружённой обороны от полицейских. Первым рекрутом новой партии стал шестнадцатилетний подросток Бобби Хаттон (англ. Bobby Hutton).
Революционность «Чёрных пантер» проявилась во всём, начиная с философии «пробуждения сознания» (формулировка Хьюи Ньютона) и заканчивая спецификой униформы: чёрной кожаной куртки в сочетании с голубой рубашкой, чёрными брюками и чёрным беретом. В выборе символа своей новой организации, молодые люди остановились на образе чёрной пантеры:
Пантера ведь свирепое животное. Вместе с тем она никогда не станет нападать первой, пока её не загонят в угол. В этом случае пантера совершает бросок.
Члены организации предприняли безнадёжную попытку вытравить из гетто торговцев кокаином, что втянуло их в кровавую цепь мафиозных разборок. Именно с подачи «Чёрных пантер» за американскими полицейскими прочно закрепилось прозвище «свиньи».
Но самая большая наша победа заключалась в том эффекте, который слово „свинья“ произвело на полицейских. Им очень не понравилось, когда их стали обзывать свиньями, они и сейчас этого не переносят. Как только за ними закрепилось новое „прозвище", полицейские провели кампанию в свою защиту с использованием лозунгов наподобие „Свиньи прекрасны“, да ещё нацепляли на себя значки в виде свинок. Но эти усилия пошли прахом. Мы хотим сказать, что, если полицейские не хотят быть свиньями, то они должны прекратить жестоко обходиться со всеми несчастными в мире. Никакие лозунги не изменят мнения людей. Здесь может помочь лишь изменение в поведении.
Лозунг «Вся власть народу», позднее воспетый Ленноном, — тоже продукт творчества Чёрных пантер. Другой отличительной особенностью партии были должности, скопированные с государственных: премьер-министр, капитан, министр финансов и проч.
Партия создала программу 10 пунктов, документ, требующий «Землю, хлеб, жилище, образование, одежду, справедливость и мир», а также освобождение чернокожих от военной службы и стала иконой контркультуры 1960-х. Чёрные пантеры морально поддерживали идею «чёрного расизма». В 1969 году полиция провела крупномасштабные акции по уничтожению «Чёрных пантер» ввиду постоянных перестрелок между ними, в результате которой в 48 перестрелках погибло 10 чёрных и 12 полицейских. Полиция арестовала 469 «пантер». Глава ФБР заявил, что «Чёрные пантеры» представляют собой «самую серьёзную угрозу внутренней безопасности страны». А лидер Черных пантер, Хьюи Перси Ньютон, погиб 22 августа 1989 года в междусобице от рук чернокожего члена «Чёрной семьи», наркоторговца Тайрона Робинсона.
«Пантеры» подарили рэпу ключевые слова политической риторики: они взяли из растафари понятие «Babylon» (Вавилон), обозвав этим мир белого истеблишмента.
Примечательно, что в партию почти всю свою жизнь входила мать Тупака Шакура, Афени Шакур. В юности взглядов «Чёрных пантер» придерживался и сам Тупак. Он сам не раз упоминал об этом, и, кроме того, это подтверждается татуировкой в виде пантеры у него на теле. Их деятельность так же поддерживали такие ставшие легендами люди, как Джэнис Джоплин и Джон Леннон.

## Программа
Организация в 1966 году сформулировала основные цели, которые были включены в 10 следующих пунктов:
- Мы стремимся к свободе. Мы хотим получить право самим определять судьбу темнокожей общины.
- Мы стремимся к полной занятости для нашего народа.
- Мы стремимся прекратить эксплуатацию темнокожей общины капиталистами.
- Мы стремимся обеспечить нашему народу достойное жильё, пригодное для проживания людей.
- Мы хотим обеспечить для нашего народа образование, которое в полной мере могло бы раскрыть истинную природу культурного упадка белого американского общества. Мы хотим учиться нашей настоящей истории, чтобы каждый чёрный знал свою истинную роль в современном обществе.
- Мы выступаем за то, чтобы все темнокожие мужчины освобождались от военной службы.
- Мы стремимся немедленно положить конец жестокости полиции и несправедливому убийству темнокожих граждан.
- Мы выступаем за освобождение всех темнокожих заключённых в тюрьмах города, округа, штата и федеральных учреждениях.
- Мы требуем того, чтобы судьбу темнокожих обвиняемых решали граждане, равные их социальному статусу и темнокожие общины, как это предписано в конституции США.
- Мы хотим земли, хлеба, жилья, образования, одежды, справедливости и мира.

## Лидеры партии
- Бобби Сил
- Хьюи П. Ньютон

## Образ в искусстве
- Американская рок-группа Rage Against The Machine активно протестовала своим творчеством против тюремного заключения Мумии Абу-Джамаля;
- Фильм Мелвина Ван Пиблза «Пантера»;
- Карикатурный образ «чёрных пантер» представлен в одном из эпизодов фильма Роберта Земекиса «Форрест Гамп»;
- Фильм Аарона Соркина «Суд над чикагской семёркой».
- Фильм Шака Кинга «Иуда и чёрный мессия».
- Группировка в рестлинге «Нация доминации» основана на «Чёрных пантерах».
- Российский рэп-исполнитель Babangida в треке «Черный Властелин».